# Xã North Seward, Quận Stafford, Kansas
Xã North Seward (tiếng Anh: North Seward Township) là một xã thuộc quận Stafford, tiểu bang Kansas, Hoa Kỳ. Năm 2010, dân số của xã này là 183 người.